# Utus Peak
Der Utus Peak (englisch; bulgarisch връх Утус wrach Utus) ist ein 1217 m hoher und felsiger Berg im Grahamland auf der Antarktischen Halbinsel. In den Trakiya Heights auf der Trinity-Halbinsel ragt er 0,98 km südsüdöstlich des Mount Daimler, 10,97 km südwestlich des Panhard-Nunataks, 8,45 km nördlich des Negovan Crag und 2,58 km ostnordöstlich des Bozveli Peak auf.
Deutsche und britische Wissenschaftler kartierten ihn 1996 gemeinsam. Die bulgarische Kommission für Antarktische Geographische Namen benannte ihn 2010 der antiken Römerstadt Utus im Norden Bulgariens.